# کارخانه سفید کن (روستا)
کارخانه سفید کن یک منطقهٔ مسکونی در ایران است که در دهستان شیروان شهرستان بروجرد واقع شده‌است. کارخانه سفید کن ۶۳۹ نفر جمعیت دارد.